# Saregama
Saregama India Limited (voorheen The Gramophone Company of India) is een Indiase platenmaatschappij, die onder meer filmmuziek uitbrengt. Het gebruikt de labels Saregama, RPG Music en HMV. Naast muziek is de onderneming ook actief op het gebied van video's (vcd's en dvd's). Het bedrijf is gevestigd in Lucknow in de deelstaat West-Bengalen.

## Geschiedenis
De maatschappij maakte oorspronkelijk deel uit van EMI. Het begon in feite al in 1901 als de eerste overzeese tak van het in Londen gevestigde bedrijf. In 1946 werd de onderneming The Gramophone Co. (India) Limited opgericht en in oktober 1968 werd het een beursgenoteerde onderneming met de naam The Gramophone Company of India Limited. In 1985 nam  de RPG Group het bedrijf over van EMI en in 2005 verkocht EMI de laatste 8 procent die het nog in handen had. EMI opereert sinds 1998 in India met Virgin Records India. In november 2000 veranderde de Gramophone Company of India haar naam in Saregama, ontleend aan de eerste vier notennamen in de Indiase muziek.
The Gramophone Company of India stond altijd meer bekend als His Master's Voice. Vanwege die associatie brengt Saregama nog steeds muziek op dit label uit, dat het in licentie heeft van EMI. Gaandeweg moeten de labels Saregama en RPG Music dit oude label gaan vervangen en doen vergeten.
Saregama brengt muziek uit in verschillende genres en talen, waarbij het kan putten uit een omvangrijke catalogus die vele tientallen jaren beslaat. Het brengt filmmuziek uit (het grootste deel van de releases), religieuze muziek, ghazals en Indiase klassieke muziek, Indipop, wereldmuziek en klassieke muziek.
Het heeft tot 2012 ook films geproduceerd en was tot 2009-2010 de grootste aanbieder in India van internationale homevideo's (onder meer van Warner Home Video, MGM en de BBC). 